# Louis Rosier
Louis Claude Rosier (* 5. November 1905 in Chapdes-Beaufort, Département Puy-de-Dôme; † 29. Oktober 1956 in Neuilly-sur-Seine, Département Hauts-de-Seine) war ein französischer Formel-1-, Sportwagen- und Motorradrennfahrer.

## Karriere
Als Rosier mit 44 Jahren beim ersten Formel-1-Grand-Prix am 13. Mai 1950 in Silverstone auf einem 4,5-Liter-Talbot-Lago startete, war er in seiner Heimat schon ein bekannter Rennfahrer, der jedoch wegen seines relativ hohen Alters nicht mehr von den großen Rennställen umworben wurde.
Legendär war bereits sein Sieg beim 24-Stunden-Rennen von Le Mans im selben Jahr, wo er auf einem Talbot-Lago T26GS das Kunststück fertigbrachte, allein 23 Stunden am Steuer des Fahrzeugs zu sitzen  – damals wie heute fast undenkbar.
Im Gegensatz zu vielen anderen Fahrern seiner Generation verlief die Karriere des Garagenbesitzers und Renault-Vertragshändlers nicht geradlinig. 1927 bestritt er zunächst Motorradrennen auf einer Harley-Davidson, später Sportwagenwettbewerbe auf S.C.A.P. und Talbot.
Während der Besetzung Frankreichs im Zweiten Weltkrieg war Rosier als Fluchthelfer für abgeschossene alliierte Flieger in der Résistance aktiv. Nach dem Krieg, der viele Rennfahrer und Sportler um die wertvollsten Jahre ihrer Karriere gebracht hatte, versuchte er sich weiterhin erfolgreich in Sportwagen und siegte sogar auf gänzlich neuem Terrain bei der Rallye Monte Carlo 1949 in der Klasse bis 1100 cm³ zusammen mit seinem Sohn Jean-Louis in einem Renault 4CV.
Als Louis Rosier am Ende der Saison hinter den drei großen „F“, Farina, Fangio und Fagioli den vierten Platz belegte, war die Fachwelt überrascht. Doch dieses Ergebnis war seiner besonnenen Fahrweise mit dem technisch unterlegenen Fahrzeug zu verdanken, das ihn stetig in die Punkte und in Bremgarten und in Spa-Francorchamps sogar mit dem dritten Rang aufs Siegerpodium geführt hatte.

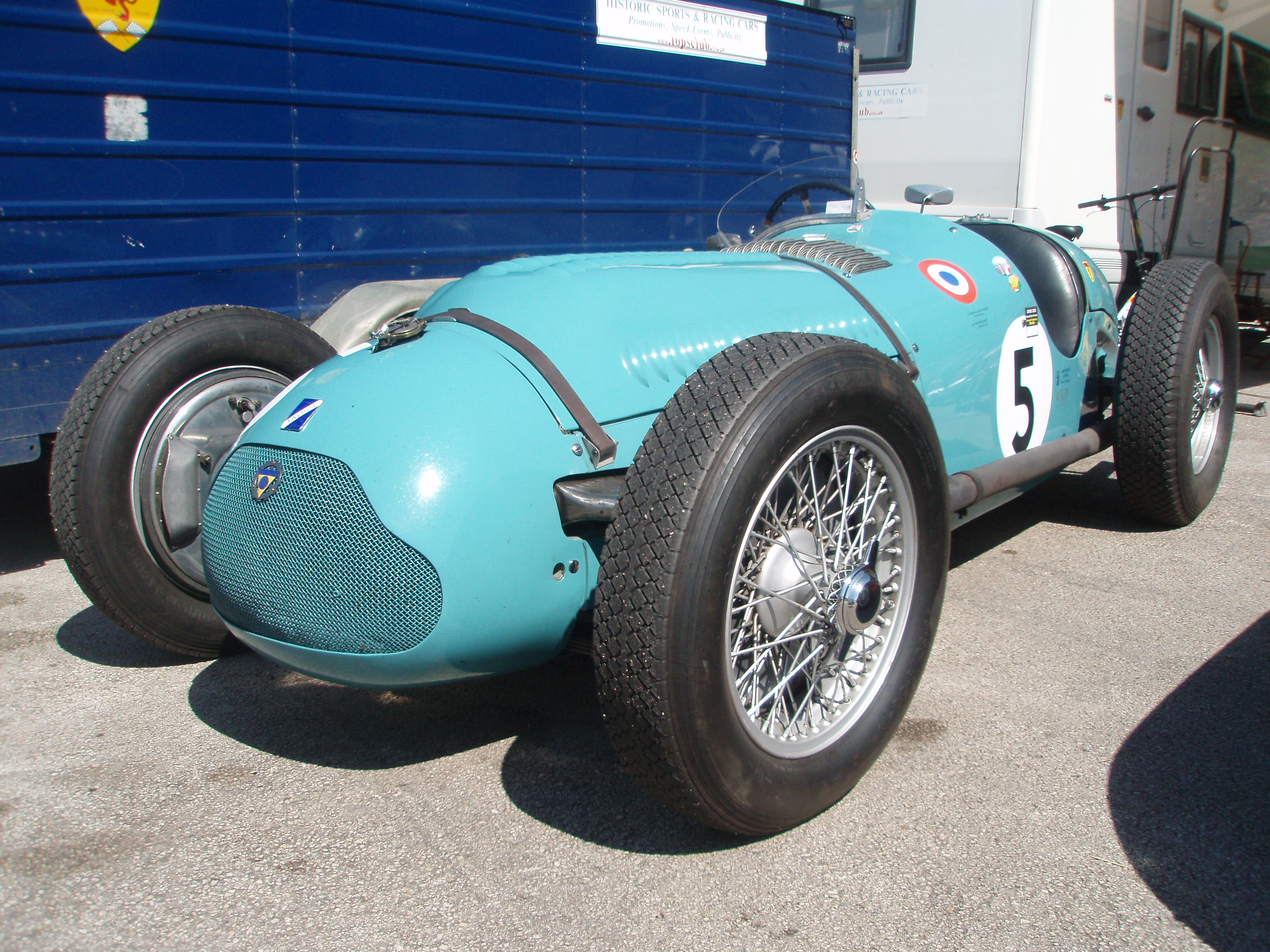
Der von Louis Rosier 1951 gefahrene Talbot-Lago T26C

In den folgenden Jahren hatte Rosier als Rennfahrer allerdings weniger Glück. In der Saison 1951 konnte er mit dem nun noch deutlicher unterlegenen Wagen nur noch einmal mit dem vierten Platz beim Grand Prix von Belgien in die Punkte fahren, was im Endklassement den 13. Rang mit drei Punkten bedeutete. Allerdings gewann er in diesem Jahr erneut die Rallye in Monaco, diesmal in der Klasse bis 750 cm³. Bis 1954 versuchte er sich wie manch andere Fahrer, die mit den Werksteams nicht mehr mithalten konnten, auf einem Ferrari 500 in der Formel 2. Hier konnte er immerhin vier Rennen siegreich beenden. Dadurch ermutigt kehrte er mit seiner Ecurie Rosier, seinem alten Ferrari 500 und dem für die neue 2,5-Liter-Formel entwickelten 625 in die Königsklasse zurück. Letzterer wurde in der Regel von Manzon oder Trintignant gefahren, er selber blieb mit dem technisch zunehmend unterlegenen 500 meist chancenlos. Zur Saisonmitte trat er mit einem Maserati 250F, den zuvor Luigi Villoresi gefahren hatte, für das Werksteam von Maserati beim Großen Preis von Italien in Monza an und kaufte das Fahrzeug Ende Saison für seine Ecurie. Rosier erzielte aber nur noch 1956, im letzten Jahr seiner Karriere, auf dem Maserati beim Großen Preis von Deutschland auf dem Nürburgring den fünften Rang.
Beflügelt von diesem Teilerfolg gewann Louis Rosier einige Wochen danach zusammen mit Jean Behra das 1000-Kilometer-Rennen von Paris in Montlhéry auf einem Maserati. Auf derselben Strecke verlor Rosier am 8. Oktober 1956 bei nasser Strecke kurz vor Ende des Coupe du Salon die Gewalt über sein Fahrzeug und prallte in die Streckenbegrenzungen. Drei Wochen später starb er in einer Klinik.
Der viermalige französische Sportwagenmeister, zweimalige Rallye-Monte-Carlo-Gewinner und Gesamtvierter der Saison 1950 und Sieger eines Grand Prix, der nicht zur Weltmeisterschaft zählte, erreichte in seiner wechselvollen Karriere 18 Formel-1-Punkte, die angesichts der wenigen Rennen und des Punktesystems, nach dem damals gefahren wurde, durchaus höher einzuschätzen sein dürften als heutzutage und die im Bereich des ebenfalls französischen Rennfahrers Maurice Trintignant lagen, der das Glück hatte, für Ferrari als Werksfahrer agieren zu können.
Unter anderem auf Rosiers Initiative hin und durch seine Bemühungen um Sponsoren wurde Ende der 1950er-Jahre in seiner Heimat der Circuit de Charade gebaut. Er selbst erlebte Bau und Eröffnung der Rennstrecke nicht mehr, sie wurde anfangs zu seinen Ehren auf den Namen Circuit Louis Rosier getauft.
Postum verlieh ihm der französische Staatspräsident das Verdienstkreuz seines Landes und ehrte damit einen Rennsport-Enthusiasten, der in seiner bescheidenen und kühlen Art außerordentlich vielseitig war. Kein anderer Formel-1-Rennfahrer kann sich rühmen, sowohl Le Mans als auch die Rallye Monte Carlo gewonnen zu haben.

### Statistik in der Automobil-Weltmeisterschaft

#### Gesamtübersicht
| Saison | Team                       | Chassis                 | Motor                         | Rennen | Siege | Zweiter | Dritter | Poles | schn. Rennrunden | Punkte | WM-Pos. |
| ------ | -------------------------- | ----------------------- | ----------------------------- | ------ | ----- | ------- | ------- | ----- | ---------------- | ------ | ------- |
| 1950   | Ecurie Rosier              | Talbot-Lago T26C        | Talbot 4.5 L6                 | 3      | −     | −       | −       | −     | −                | 13     | 4.      |
| 1950   | Automobiles Talbot-Darracq | Talbot-Lago T26C-DA     | Talbot 4.5 L6                 | 3      | −     | −       | 2       | −     | −                | 13     | 4.      |
| 1950   | Charles Pozzi              | Talbot-Lago T26C        | Talbot 4.5 L6                 | 1      | −     | −       | −       | −     | −                | 13     | 4.      |
| 1951   | Ecurie Rosier              | Talbot-Lago T26C-DA     | Talbot 4.5 L6                 | 7      | −     | −       | −       | −     | −                | 3      | 13.     |
| 1952   | Ecurie Rosier              | Ferrari 500             | Ferrari 2.0 L4                | 4      | −     | −       | −       | −     | −                | −      | NC      |
| 1953   | Ecurie Rosier              | Ferrari 500             | Ferrari 2.0 L4                | 7      | −     | −       | −       | −     | −                | −      | NC      |
| 1954   | Ecurie Rosier              | Ferrari 500/Ferrari 625 | Ferrari 2.0 L4/Ferrari 2.5 L4 | 4      | −     | −       | −       | −     | −                | −      | NC      |
| 1954   | Officine Alfieri Maserati  | Maserati 250F           | Maserati 2.5 L6               | 1      | −     | −       | −       | −     | −                | −      | NC      |
| 1954   | Ecurie Rosier              | Maserati 250F           | Maserati 2.5 L6               | 1      | −     | −       | −       | −     | −                | −      | NC      |
| 1955   | Ecurie Rosier              | Maserati 250F           | Maserati 2.5 L6               | 3      | −     | −       | −       | −     | −                | −      | NC      |
| 1956   | Ecurie Rosier              | Maserati 250F           | Maserati 2.5 L6               | 5      | −     | −       | −       | −     | −                | 2      | 19.     |
| Gesamt | Gesamt                     | Gesamt                  | Gesamt                        | 39     | −     | −       | 2       | −     | −                | 18     |         |

#### Einzelergebnisse
| Saison | 1   | 2   | 3   | 4   | 5     | 6  | 7   | 8  | 9 |
| ------ | --- | --- | --- | --- | ----- | -- | --- | -- | - |
| 1950   |     |     |     |     |       |    |     |    |   |
| 5      | DNF |     | 3   | 3   | DNF/6 | 4  |     |    |   |
| 1951   |     |     |     |     |       |    |     |    |   |
| 9      |     | 4   | DNF | 10  | 8     | 7  | 7   |    |   |
| 1952   |     |     |     |     |       |    |     |    |   |
| DNF    |     | DNF | DNF |     |       |    | 10  |    |   |
| 1953   |     |     |     |     |       |    |     |    |   |
|        |     | 7   | 8   | 8   | 10    | 10 | DNF | 16 |   |
| 1954   |     |     |     |     |       |    |     |    |   |
| DNF    |     |     | DNF | DNF | 8     |    | 8   | 7  |   |
| 1955   |     |     |     |     |       |    |     |    |   |
|        | DNF |     | 9   | 9   |       |    |     |    |   |
| 1956   |     |     |     |     |       |    |     |    |   |
|        | DNF |     | 8   | 6   |       | 5  |     |    |   |

| Legende  | Legende            | Legende                                                          |
| Farbe    | Abkürzung          | Bedeutung                                                        |
| -------- | ------------------ | ---------------------------------------------------------------- |
| Gold     | –                  | Sieg                                                             |
| Silber   | –                  | 2. Platz                                                         |
| Bronze   | –                  | 3. Platz                                                         |
| Grün     | –                  | Platzierung in den Punkten                                       |
| Blau     | –                  | Klassifiziert außerhalb der Punkteränge                          |
| Violett  | DNF                | Rennen nicht beendet (did not finish)                            |
| Violett  | NC                 | nicht klassifiziert (not classified)                             |
| Rot      | DNQ                | nicht qualifiziert (did not qualify)                             |
| Rot      | DNPQ               | in Vorqualifikation gescheitert (did not pre-qualify)            |
| Schwarz  | DSQ                | disqualifiziert (disqualified)                                   |
| Weiß     | DNS                | nicht am Start (did not start)                                   |
| Weiß     | WD                 | zurückgezogen (withdrawn)                                        |
| Hellblau | PO                 | nur am Training teilgenommen (practiced only)                    |
| Hellblau | TD                 | Freitags-Testfahrer (test driver)                                |
| ohne     | DNP                | nicht am Training teilgenommen (did not practice)                |
| ohne     | INJ                | verletzt oder krank (injured)                                    |
| ohne     | EX                 | ausgeschlossen (excluded)                                        |
| ohne     | DNA                | nicht erschienen (did not arrive)                                |
| ohne     | C                  | Rennen abgesagt (cancelled)                                      |
| ohne     | keine WM-Teilnahme |                                                                  |
| sonstige | P/fett             | Pole-Position                                                    |
| sonstige | 1/2/3/4/5/6/7/8    | Punktplatzierung im Sprint-/Qualifikationsrennen                 |
| sonstige | SR/kursiv          | Schnellste Rennrunde                                             |
| sonstige | *                  | nicht im Ziel, aufgrund der zurückgelegten Distanz aber gewertet |
| sonstige | ()                 | Streichresultate                                                 |
| sonstige | unterstrichen      | Führender in der Gesamtwertung                                   |

### Le-Mans-Ergebnisse
| Jahr | Team                       | Fahrzeug                   | Teamkollege         | Platzierung | Ausfallgrund     |
| ---- | -------------------------- | -------------------------- | ------------------- | ----------- | ---------------- |
| 1938 | Ecurie Bleue               | Talbot T150 SS Coupe       | Robert Huguet       | Ausfall     | kein Öldruck     |
| 1949 | Ecurie Rosier              | Talbot Spéciale            | Jean-Louis Rosier   | Ausfall     | Keilriemen       |
| 1950 | Ecurie Rosier              | Talbot-Lago T26GS          | Jean-Louis Rosier   | Gesamtsieg  |                  |
| 1951 | Louis Rosier               | Talbot-Lago T26S           | Juan Manuel Fangio  | Ausfall     | Leck im Öltank   |
| 1952 | Ecurie Rosier              | Ferrari 340 America Spyder | Maurice Trintignant | Ausfall     | Kupplungsschaden |
| 1953 | Automobiles Talbot-Darracq | Talbot-Lago T26GS          | Élie Bayol          | Ausfall     | Kraftübertragung |
| 1954 | Scuderia Ferrari           | Ferrari 375 Plus           | Robert Manzon       | Ausfall     | Kraftübertragung |
| 1956 | Automobiles Talbot         | Talbot 2500 Sport          | Jean Behra          | Ausfall     | Unfall           |

### Einzelergebnisse in der Sportwagen-Weltmeisterschaft
| Saison | Team                                          | Rennwagen        | 1   | 2   | 3   | 4   | 5   | 6   | 7   |
| ------ | --------------------------------------------- | ---------------- | --- | --- | --- | --- | --- | --- | --- |
| 1953   | Talbot Club Francia Amigos de la Panamericana | Talbot-Lago T26  | SEB | MIM | LEM | SPA | NÜR | RTT | CAP |
| 1953   | Talbot Club Francia Amigos de la Panamericana | Talbot-Lago T26  |     |     | DNF |     |     |     | 5   |
| 1954   | Equipe Louis Rosier Scuderia Ferrari          | Ferrari 375 Plus | BUA | SEB | MIM | LEM | RTT | CAP |     |
| 1954   | Equipe Louis Rosier Scuderia Ferrari          | Ferrari 375 Plus | 7   |     |     | DNF |     |     |     |
| 1956   | Renault                                       | Renault Dauphine | BUA | SEB | MIM | NÜR | KRI |     |     |
| 1956   | Renault                                       | Renault Dauphine | 107 |     |     |     |     |     |     |